# Speechless (Beverly Hills, 90210)
Speechless is de zesde aflevering van het zesde seizoen van het tienerdrama Beverly Hills, 90210, die voor het eerst werd uitgezonden op 18 oktober 1995.

## Verhaal
Steve heeft een afspraak gemaakt met een filmproducent om hem een film te laten opnemen in hun huis. Hij vertelt dit tegen Brandon en dat het $ 1200, - per dag oplevert, Brandon is meteen enthousiast. Steve “vergeet” alleen te vertellen dat het om een pornofilm gaat. Als het gaat gebeuren is Steve zo blij als een kind en wil alles zien, Ray komt ook kijken uit nieuwsgierigheid. Als de pornosterren bezig zijn komt Brandon binnen en krijgt dan de schrik van zijn leven, maar denkt aan de opbrengst en laat ze hun gang gaan. Dan komt Susan plotseling langs en ziet wat er gebeurt en is boos op Brandon omdat ze dit vrouwonvriendelijk vindt en gaat boos weg. Brandon laat de boel stoppen en verscheurt het contract, hij gaat naar Susan en wil het uitleggen dat het niet zijn idee was en Susan vergeeft hem.
Valerie heeft zichzelf uitgenodigd bij een weekendtrip die Clare, Donna en Kelly hebben gepland, dit tot "grote vreugde" van Kelly. Als ze zich klaar maken om te gaan komt David bij Valerie langs om hem te bedanken voor het lenen van aantekeningen, in het gesprek voelen ze zich tot elkaar aangetrokken en beginnen te kussen. Als de meiden in de auto zitten spelen ze spelletjes en in een spel moeten ze zeggen met wie ze ooit gekust hebben, Valerie zegt dan dat ze die morgen met David heeft gekust. Donna is meteen boos en vraagt haar wat ze met Ray gedaan heeft. Valerie biecht dan op dat ze met hem naar bed is geweest, wat Donna meteen woedend maakt. Ze krijgen autopech maar ze worden gered door een non en kunnen overnachten in het klooster. De volgende ochtend is Donna weer gekalmeerd en vergeeft ze Valerie. Thuis confronteert Donna Ray met het nieuws, Ray vraagt vergiffenis maar Donna maakt het uit en zet hem buiten.
Dylan wordt uitgenodigd door Tony om met hem te dineren samen met Toni, hij neemt het aan en Dylan en Toni gaan naar het restaurant. Tony komt niet opdagen en Toni wordt weggeroepen omdat er telefoon voor haar is. Nadat ze weg is komt Tony opdagen samen met een lijfwacht, Tony eist meteen dat Dylan het uitmaakt met Toni en zijn lijfwacht trekt een pistool. Dylan trekt ook een wapen en maakt hem duidelijk dat hij niet weggaat.

## Rolverdeling
- Jason Priestley - Brandon Walsh
- Jennie Garth - Kelly Taylor
- Ian Ziering - Steve Sanders
- Luke Perry - Dylan McKay
- Brian Austin Green - David Silver
- Tori Spelling - Donna Martin
- Tiffani Thiessen - Valerie Malone
- Joe E. Tata - Nat Bussichio
- Kathleen Robertson - Clare Arnold
- Jamie Walters - Ray Pruit
- Jason Wiles - Colin Robbins
- Emma Caulfield - Susan Keats
- Rebecca Gayheart - Toni Marchette
- Stanley Kamel - Tony Marchette
- Mary Crosby - Claudia Van Eyck